# Són (přítok Gangy)
Són (anglicky Son River, hindsky सोन) je řeka ve státech Čhattísgarh, Madhjapradéš, Uttarpradéš a Bihár v Indii. Je 780 km dlouhá. Povodí má rozlohu 71 900 km².

## Průběh toku
Pramení na planině Čhota-Nagpur a v délce 480 km protéká na východ úzkou dolinou u jižního úpatí pohoří Kajmur. Na dolním toku se koryto rozšiřuje na 3 až 5 km. Zprava přijímá přítok Rihand. Je to pravý přítok Gangy.

## Vodní režim
Vodnatost se značně zvyšuje v létě.

## Využití
Využívá se na zavlažování. Na řece leží město Dehri, přehrada s elektrárnou Banságar. Na dolním toku je řeka splavná.